# Дерягин, Руслан Валентинович
Русла́н Валенти́нович Деря́гин (11 мая 1939, Вологда — 18 апреля 2020, Вологда) — доктор технических наук, профессор; заслуженный работник высшей школы Российской Федерации; ректор Вологодского технического университета (1997—2007).

## Биография
Руслан Валентинович Дерягин родился 12 мая 1939 года в Вологде.
Окончил Вологдскую среднею школу №1 с серебряной медалью в 1956 году.
В 1956 году поступил в Ленинградскую лесотехническую академию им. Кирова на факультет механической технологии древесины (МТД). В сентябре 1959 года в связи с переездом родителей из г. Вологды в г. Архангельск, перевелся на 4 курс факультета МТД Архангельского Лесотехнического института (АЛТИ). В ноябре1959 году, как один из лучших студентов (кандидатура была предьявлена во время учебы в Лесотехнической Академии) был направлен на учебу в ГДР (Германскую Демократическую Республику) по программе обмена студентамипо линии Минвуза СССР. По окончании курса немецкого языка в Лейпцигском университете в 1959 году, обучался в Дрезденском техническом университете на машиностроительном факультете с 1960 по 1962 год. После окончания учебы в Германии, в апреле 1962 года вернулся в Архангельский лесотехнический институт  и окончил его в 1963 году с присвоением квалификации инженера-механика по машинам и оборудованию лесопильно-деревообрабатывающих производств.
С 1962 по 1963 год совмещал учебу с работой в лаборатории "Станки и инструменты" ЦНИИМОД (Центрального научно-исследовательского института механической обработки древесины) в должности техника-конструктора, инженера, младшего научного сотрудника. По окончании института в порядке распределения молодых специалистов был направлен в распоряжение дирекции ЦНИИМОД и зачислен на должность инженера лаборатории "Станки и инструменты".
С октября 1963 по октябрь 1965 года находился в рядах Советской Армиив ЛенВО, Военная часть 61984, в войсках связи, а после демобилизации в 1965 г. старшим лейтенантом запаса, вновь вернулся на работу в ЦНИИМОД и был назначен на должность младшего научного сотрудника лаборатории резанья инструментов и с июня 1967 г. переведен на должность старшего научного сотрудника этой лаборатории.
За время работы в ЦНИИМОДе им выполнено ряд исследований в области дереворежущего инструмента и оборудования, написаны 9 статей и одна брошюра.
Совмещая работу с учебой, в 1966 году поступил на заочное отделение аспирантуры ЦНИИМОД, а в 1969 году успешно защитил диссертацию на соискание ученой степени кандидата технических наук на тему "Исследование условий создания нормированных начальных напряжений в полотнах рамных пил".
В феврале 1971 г. на основании результатов конкурса, назначен заведующим лабораторией лесопильно-деревообрабатующего оборудования ЦНИИМОД.
В октябре 1973 года переехал с семьей на родину, в г. Вологду, где с ноября 1973 года заведовал кафедрой механики Вологодского филиала Северо-Западного политехнического института. После образования Вологодского политехнического института на базе СЗПИ в 1975 году, работал заведующим кафедрой теории и проектирования машин и механизмов (ТПММ) до 1986 года. С 1986 по 1988 год работал на выборной должности секретаря партбюро института. В 1987 году избирался депутатом Городского Совета народных депутатов по 163 округу. С 1988 года работал заведующим кафедрой ТПММ. В 1990 году назначен проректором по учебной работе института. С 1993 года работал первым проректором института и продолжал заведование кафедрой ТПММ.
С июля 1997 года - исполняющий обязанности ректора инстутута.
В апреле 1998 году защитил диссертацию на соискание ученой степени доктора технических наук по специальности 05.21.05 "Технология и оборудование деревообрабатывающих производств, древесиноведение" при Московском государственном университете леса в Мытищах, Московской области.
В 1997—2007 годы — ректор Вологодского политехнического института (с 1999 — Вологодского технического университета). 
Являлся председателем Совета ректоров Вологды.
По его инициативе с 1999 года в Вологде ежегодно проводится международная конференция молодых учёных «Молодые исследователи регионам».
Умер в Вологде 18 апреля 2020 года.

## Научная деятельность
В 1969 году защитил кандидатскую диссертацию на тему "Исследование условий создания нормированных начальных напряжений в полотнах рамных пил".
В апреле 1998 году защитил диссертацию на соискание ученой степени доктора технических наук по специальности 05.21.05 "Технология и оборудование деревообрабатывающих производств, древесиноведение" при Московском государственном университете леса в Мытищах, Московской области.
Доктор технических наук, профессор.
Автор более 130 печатных научных работ, ряда патентов.

### Избранные труды
- Дерягин Р. В. Вибрация лесопильных рам / М-во высш. и сред. спец. образования РСФСР. — Л. : Изд-во ЛГУ, 1986. — 142 с.
- Дерягин Р. В. Вибрации машин и способы их снижения : учеб. пос. для студентов, обучающихся по машиностроительным спец. / Вологод. гос. техн. ун-т. — Вологда : ВоГТУ, 2005. — 107 с.
- Дерягин Р. В. Исследование условий создания нормированных начальных напряжений в полотнах рамных пил : Автореф. дис. … канд. техн. наук / Ленингр. лесотехн. акад. им. С. М. Кирова. — Л., 1969. — 25 с.
- Дерягин Р. В. Повышение динамического качества лесопильных рам : автореф. дис. … д-ра техн. наук : 05.21.05 / [Моск. гос. ун-т леса]. — М., 1998. — 40 с.
- Вологодский государственный технический университет, 25 лет: очерки истории / отв. ред. Р. В. Дерягин, Л. И. Соколов. — Вологда: ВоГТУ, 2000. — 124 с.

## Награды
- Заслуженный работник высшей школы Российской Федерации[4]. Указом Президента Российской Федерации от 22 ноября 1999 года за №1563.
- Орден Дружбы. Указом Президента Российской Федерации от 8 августа 2005 года, Награда № 8457.
- Памятная медаль Энциклопедия "Лучшие люди России". 30 октября 2007 года.